# 委内瑞拉联合航空2350号班机空难
委内瑞拉联合航空2350号班机空难（西班牙语：Vuelo 2350 de Conviasa）发生于2010年9月13日，一架执飞该航班的ATR 42在降落委内瑞拉圭亚那城机场前坠毁，造成机上51名乘客17死23伤。

## 航机、涉事机组和乘客
肇事机为一架于1994年首飞的ATR 42-320，委内瑞拉注册号为YV1010，机号371。肇事机曾于吉尔航空和威尔士航空服役。2006年9月，委内瑞拉联合航空从威尔士航空购入了肇事机。发生事故时，肇事机已累计飞行超过25,000小时，完成超过27,000次着陆。
该趟航班共搭载了47名乘客和4名机组人员，事故发生后的报道确认遇难者为14人，后来上调到15人，最后因为有幸存者抢救无效而死亡，遇难者上升为17人（机长和副驾驶亦包括在内），此次空难共有34人幸存。

## 事故
肇事机自波拉马尔起飞后飞往曼努埃尔·卡洛斯·皮亚尔圭亚那机场，在降落前不久飞行员报告遇到控制问题。目击者称，当地时间上午9点59分，肇事机在低空撞上电线，并坠毁在储存钢厂所用材料的工业区。幸存者被钢厂工人和消防员从燃烧的残骸中救出。

## 事后
时任委内瑞拉总统的乌戈·查韦斯宣布全国哀悼三天。由于此次坠机事件，2010年9月13日，特立尼达和多巴哥民航局暂停了委内瑞拉联合航空飞往该国的航班。暂停后，人们担心特立尼达居民会滞留在玛格丽塔岛。截至2010年，委内瑞拉联合航空是唯一一家提供从特立尼达直飞玛格丽塔岛航班的航空公司，每周提供两到三个航班。
2010年9月17日，委内瑞拉政府停飞了委内瑞拉联合航空的所有航班，以便对该航空公司的机队进行彻底的技术审查。其旗下航班将暂停到2010年10月1日，停飞期间，乘客将改乘其他航空公司的航班。

## 调查
法国航空事故调查处协助委内瑞拉的航空事故调查机关调查此空难，其派出了两名调查员，ATR亦派出了三名技术顾问协助调查。
2014年12月30日，委内瑞拉水运和空运部发布消息称，事故可能由于中央机组警报系统发生故障，导致失速警告系统错误启动。事故原因包括机组人员资源管理不善、态势感知能力下降、在处理飞行异常情况的决策过程中协调不足、对失速警告系统缺乏了解以及对飞行控制操作不当。飞机飞行时出现了两种异常情况，即失速警告系统启动和飞机升降舵脱钩，机长需要不断努力才能保持对飞机的控制。在着陆的最后阶段，机长对飞机操作不当，导致机长在撞击前花费很大力气控制飞行。机长的情感和认知技能水平缺陷、领导能力不足以及判断失误导致他做出了不明智的决定。两名飞行员都表现出思维混乱、驾驶舱协调性差、通讯严重故障、对飞机系统缺乏了解以及失去了态势感知能力。